# Ricardo Cardoso Nheu

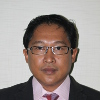
Ricardo Cardoso Nheu

Ricardo Cardoso Nheu ist ein Geschäftsmann und Politiker aus Osttimor. Er ist Mitglied der Frenti-Mudança (FM) und gehört der chinesischstämmigen Minderheit auf Timor an.
Nheu studierte an der Technischen Schule Fatumaca.
Bei den Wahlen zur verfassunggebenden Versammlung 2001 stand Nheu auf der Parteiliste der FRETILIN auf Platz 49. Die Partei erhielt zwar nur 43 Listenplätze, doch verzichteten Abgeordnete auf ihren Sitz, so dass auch Nheu hätte zum Zug kommen müssen. Er wird aber nicht als Abgeordneter aufgeführt und scheint daher selbst auf einen Sitz verzichtet zu haben.
Innerhalb der FRETILIN schloss sich Nheu der Reformbewegung FRETILIN Mudança an, deren Mitglieder nach der verlorenen Wahl 2007 ausgeschlossen wurden und als Frenti-Mudança schließlich als eigene Partei antraten. Bei den Parlamentswahlen in Osttimor 2012 kandidierte Nheu auf Listenplatz 4 der FM, die aber nur zwei Sitze im Nationalparlament gewann. Auch hier hätte Nheu in das Parlament nachrücken können, wurde aber am 8. August 2012 für die V. Regierung zum Staatssekretär für Handel vereidigt. Die Amtszeit endete am 16. Februar 2015.
2016 verurteilte das Distriktsgericht Dili Nheu zu drei Jahren Gefängnis auf Bewährung und Zahlung von 14.900 US-Dollar Schadensersatz wegen illegaler Landbesetzung. Im selben Jahr wurde Nheu später stellvertretender Generalsekretär der Partei und 2017 zum Generalsekretär für die Zeit bis 2022 gewählt.
2017 stand Nheu auf Listenplatz 2 und 2018 auf Platz 7 des Parteienbündnisses Frenti Dezenvolvimentu Demokratiku (FDD), zu dem die FM gehörte, doch reichte es beide Male nicht für einen Sitz im Parlament für Nheu.
Seit Mai 2022 ist Nheu Parteivorsitzender der FM. 2023 wurde er auch Führer des Wahlbündnisses Frente Ampla Democrática (FAD), dem die FM angehörte, doch das Bündnis scheiterte bereits in der Phase der Zulassung zur Wahl.